# Čorotega jezik
Chorotega jezik (ISO 639-3: cjr), izumrli indijanski jezik kojim su nekada govorili Chorotega Indijanci. Govorio se u Hondurasu, Nikaragvi i Kostariki.
Etničkih ima 795 (2000). Dijalekti: chorotega, diria, nagrandan, nicoya, orisi, orotinya (orotina). U Kostariki izumro u 18. a u Nikaragvi u 19. stoljeću. 18. 1. 2010 povučen je i ukopljen u mangue [mom].

## Vanjske poveznice
- Chorotega